# Ningchengopterus
Ningchengopterus byl rodem pterodaktyloidního ptakoještěra, žijícího v období spodní křídy v čínské provincii Yixian. Tento druh je znám podle juvenilního (nedospělého) exempláře, holotypu CYGB-0035. Téměř kompletní kostra vykazuje také náznaky letové membrány a srstnatého pokryvu těla.
Typovým druhem je N. liuae. Rodové jméno odkazuje na distrikt Ningcheng ve Vnitřním Mongolsku (území Číny). Druhové jméno bylo zvoleno k poctění sběratele zkamenělin jménem Liu Jingyi.